# FA Cup de 1873–74
A The Football Association Challenge Cup 1873–74 foi a terceira edição da FA Cup, a competição mais antiga de futebol da Inglaterra. Vinte e oito times participaram, doze a mais do que a última edição, embora seis dos vinte e oito não chegaram a disputar uma partida.

## Primeira Fase[1]
| Time da casa         | Placar   | Time visitante        | Público | Data                  |
| -------------------- | -------- | --------------------- | ------- | --------------------- |
| Royal Engineers      | 5-0      | Brondesbury           | 2,148   | 11 de outubro de 1873 |
| Marlow               | 0-1      | Pilgrims              | 1,022   | 9 de outubro de 1873  |
| Maidenhead           | Walkover | Civil Service         |         |                       |
| Clapham Rovers       | Walkover | Amateur Athletic Club |         |                       |
| Upton Park           | 0-4      | Oxford University     | 1,401   | 29 de outubro de 1873 |
| Crystal Palace       | 0-1      | Swifts                | 1,584   | 18 de outubro de 1873 |
| Wanderers            | Walkover | Southall              |         |                       |
| 1st Surrey Rifles    | 0-0      | Barnes                | 700     | 25 de outubro de 1873 |
| Shropshire Wanderers | 0-0      | Sheffield             | 700     | 30 de outubro de 1873 |
| Uxbridge             | 3-0      | Gitanos               | 650     | 28 de outubro de 1873 |
| Trojans              | Walkover | Farningham            |         |                       |
| High Wycombe         | Walkover | Old Etonians          |         |                       |
| Woodford Wells       | 3-2      | Reigate Priory        | 600     | 11 de outubro de 1873 |
| Cambridge University | 1-0      | South Norwood         | 500     | 25 de outubro de 1873 |

### Jogos Extra
| Time da casa | Placar                                | Time visitante       | Público | Data                   |
| ------------ | ------------------------------------- | -------------------- | ------- | ---------------------- |
| Barnes       | 1-0                                   | 1st Surrey Rifles    | 1,200   | 8 de novembro de 1873  |
| Sheffield    | 0-0 Sheffield venceu no cara-ou-coroa | Shropshire Wanderers | 800     | 17 de novembro de 1873 |

## Segunda Fase[1]
| Time da casa      | Placar   | Time visitante       | Público | Data                   |
| ----------------- | -------- | -------------------- | ------- | ---------------------- |
| Sheffield         | 1-0      | Pilgrims             | 747     | 22 de novembro de 1873 |
| Royal Engineers   | 2-1      | Uxbridge             | 2,356   | 26 de novembro de 1873 |
| Maidenhead        | 1-0      | High Wycombe         | 1,293   | 22 de novembro de 1873 |
| Clapham Rovers    | 1-1      | Cambridge University | 1,336   | 22 de novembro de 1873 |
| Wanderers         | Walkover | Trojans              |         |                        |
| Oxford University | 2-0      | Barnes               | 1,402   | 22 de novembro de 1872 |
| Swifts            | 2-1      | Woodford Wells       | 750     | 22 de novembro de 1873 |

### Jogos Extra
| Time da casa   | Placar | Time visitante       | Público | Data                   |
| -------------- | ------ | -------------------- | ------- | ---------------------- |
| Clapham Rovers | 1-1    | Cambridge University | 1,410   | 29 de novembro de 1873 |
| Clapham Rovers | 4-1    | Cambridge University | 1,419   | 20 de dezembro de 1873 |

## Terceira Fase[1]
| Time da casa    | Placar | Time visitante    | Público | Data                   |
| --------------- | ------ | ----------------- | ------- | ---------------------- |
| Royal Engineers | 7-0    | Maidenhead        | 2,397   | 10 de dezembro de 1873 |
| Clapham Rovers  | 2-1    | Sheffield         | 1,505   | 17 de janeiro de 1874  |
| Wanderers       | 1-1    | Oxford University | 2,000   | 6 de dezembro de 1873  |
| Swifts          | Bye    |                   |         |                        |

### Jogos Extra
| Time da casa      | Placar | Time visitante | Público | Data            |
| ----------------- | ------ | -------------- | ------- | --------------- |
| Oxford University | 1-0    | Wanderers      | 1,500   | 31 January 1874 |

## Semifinais[1]
| Time da casa      | Placar | Time visitante | Público | Data                    |
| ----------------- | ------ | -------------- | ------- | ----------------------- |
| Royal Engineers   | 2-0    | Swifts         | 2,500   | 28 de janeiro de 1874   |
| Oxford University | 1-0    | Clapham Rovers | 1,500   | 28 de fevereiro de 1874 |

## Final[1]
| 14 de março de 1874 | Oxford University           | 2 - 0 | Royal Engineers | Kennington Oval, Londres                              |
|                     | Mackarness 10' · Patton 20' |       |                 | Público: 2 000 Árbitro: Alfred Stair, Upton Park F.C. |